# Lokalna cesta L67234
L67234 je lokalna cesta u Hrvatskoj.
Nalazi se na otoku Hvaru i predstavlja nekadašnji dio županijske ceste D116 koji je prekategoriziran kada je napravljena nova dionica ceste između Jelse i Poljica. Zapadni kraj ceste je čvor sa s glavnom prometnicom na otoku, Državnom cestom D116, na raskršću južno od Jelse, a istočni drugi spoj sa D116 istočno od Jelse.
Uz cestu i u blizini ceste, nalazi se:
- uvala Mina
- plaža Grebišće[1]
- uvala Zenišće
- uvala Crkvica

## Vanjske poveznice
|  | Zajednički poslužitelj ima još gradiva o temi Lokalna cesta L67234 |